# Окућница Тешмана Солдатовића
Окућница Тешмана Солдатовића налази се у Баставу, насељеном месту у општини Осечина, представља непокретно културно добро као споменик културе од великог значаја.

## Изглед окућнице
Окућница Тешмана Солдатовића, која је настала у првој половини 19. века, чине конак, начелство, три вајата, амбар, велика магаза, млекар, кош, хлебна пећ, пушница, хладњак и приземна кућа. Као пример развијеног задружног домаћинства насталог у време ослобођења овог краја Србије од Турака, окућница Солдатовића улогом административног седишта, представља сведочанство успостављања власти и управне администрације српског друштва под кнезом Милошем.